# Джон Саттон
Джон Са́ттон (англ. John Sutton; 22 жовтня 1908, Равалпінді — 10 липня 1963, Канни) — американський актор англійського походження.

## Біографія
Народився в Равалпінді, Британська Індія (нині Равалпінді, Пенджаб, Пакистан), його акторська кар'єра в Голлівуді тривала понад 30 років. Був громадянином Великої Британії і до приїзду до Голлівуду та початку акторської кар'єри був власником чайної плантації в Індії.

## Вибрана фільмографія
- 1936 — Принцеса перетинає океан
- 1938 — Пригоди Робін Гуда
- 1938 — Ранковий патруль
- 1939 — Приватне життя Єлизавети та Ессекса / The Private Lives of Elizabeth and Essex
- 1939 — Сюзанна з гір
- 1940 — Морський яструб
- 1943 — Джейн Ейр — Сент-Джон Ріверс
- 1948 — Три мушкетери — герцог Бекінгем
- 1950 — Інша жінка — Кіт Ферріс